# Mitohondrij
Mitohondrij je membranska struktura (struktura, ki je obdana z dvema biološkima membranama) oziroma kompartment evcite, ki služi celičnemu dihanju.
Sestavni deli mitohondrija so:
- zunanja membrana
- notranja membrana (je nagubana in posledično ima večjo površino)
- matriks (v tem delu so v plazmi matriksa procitske (krožne) molekule DNK in procitski ribosomi)

Predniki današnjega mitohondrija so bile bakterije, ki so v nekem času vzpostavile znotrajcelično simbiozo z zgodnjimi evkariontskimi (oz. »preevkariontskimi«) celicami. Evkariontske celice imajo jedro, ki na kromosomih vsebuje glavni dedni zapis organizma v obliki DNK. Poleg tega ima v citoplazmi mitohondrije (celični organeli), ki prav tako nosijo del dedne informacije v obliki krožne DNK. 
Mitohondriji so zelo pomembni, saj v njih potekajo respiratorni in oksidativno fosforilacijski procesi (mehanizem produkcije ATP). Humana mitohondrijska DNK se razlikuje od jedrne DNK po dolžini (jedrna DNA ima približno 3∙109 bp), obliki (jedrna DNA je linearna molekula), dedovanju (mtDNA se deduje po mami, jedrna DNA od obeh staršev), rekombinaciji (ni prisotne rekombinacije pri mtDNA) in številu kopij.
Celica lahko vsebuje tudi do 1000 mitohondrijev. Velikost mitohondrijskega genoma je približno 16 569 bp (baznih parov) in ne vsebuje histonov. Mitohondrij vsebuje od 2 do 10 kopij mtDNA. Ena izmed verig je močno bogata s purinom (imenovana težka veriga, »H« veriga), medtem ko je druga bogata s pirimidinom (imenovana lahka veriga, »L« veriga). 
Mihonodrijski genom je kompakten in ima zapis za 13 polipeptidov, vključenih pri oksidativni fosforilaciji, dve rRNA (ribosomska RNA) in 22 tRNA (prenašalna RNA). Glede na kodirajoče regije v mtDNA, najdemo eno pomembno nekodirajočo regijo, kontrolno regijo (CR). Včasih omenjeno regijo imenujejo tudi D-zanka (D-loop). CR regija je približno dolga 1125 bp in vsebuje promotorje za policistronsko RNA prepisovanje genov, tako lahke, kot težke verige in mesto začetka podvojevanja »H« verige. 
Majhna učinkovitost mtDNA polimeraze in pomanjkanje mtDNA popravljalnega mehanizma vodi do višje stopnje mutacij mtDNA v primerjavi z jedrno DNA. Tako so se nekatere regije mtDNA tudi do 10x hitreje »razvijale« v primerjavi z jedrno DNA. Zaradi visoke raznolikosti so te regije zelo zanimive za testiranje humanih identitet. Večino sekvenčnih raznolikosti med posamezniki najdemo znotraj dveh specifičnih segmentov CR: močno raznolika regija 1 (hypervariable region 1), HV1, in močno raznolika regija 2, HV2 HV1 se razteza od mesta 16 024 do ≈16 365, HV2 pa od ≈73 do ≈74. Meje niso točno določene oz. definirane in se razlikujejo pri določenih študijah ali laboratorijih.